# Saison 1 de Zoo
Chronologie
Saison 2
Cet article présente les treize épisodes de la première saison de la série télévisée américaine Zoo.

## Distribution

### Acteurs principaux
- James Wolk (VF : Alexis Victor) : Jackson Oz
- Kristen Connolly (VF : Olivia Nicosia) : Jamie Campbell
- Billy Burke (VF : Pierre Tessier) : Mitch Morgan
- Nonso Anozie (VF : Gilles Morvan)  : Abraham Kenyatta
- Nora Arnezeder (VF : Noémie Orphelin) : Chloé Tousignant

### Acteurs récurrents et invités
- Ken Olin (VF : Michel Dodane) : Professeur Robert Oz (épisodes 1 à 3)
- Benoit Cransac : Pascal Cransac (épisodes 2, 9, 11 et 13)
- Henri Lubatti (VF : Benjamin Pascal) : Gaspard Alves (épisodes 2, 3 et 11)
- Carl Lumbly (VF : Jean-Paul Pitolin) : Delavenne (épisodes 3, 7 à 9, 11, 13)
- Marcus Hester (VF : Olivier Augrond) : Evan Lee Hartley (épisodes 3 à 6)
- Geoff Stults (VF : Laurent Maurel) : agent Ben Shaffer du FBI (épisodes 4 à 6)
- Madison Wolfe (VF : Maryne Bertieaux) : Clémentine Lewis (épisodes 5, 6, 8 et 9)
- Anastasia Griffith (VF : Laurence Sacquet) : Audra Lewis (épisodes 5, 8 et 9)
- Gonzalo Menendez (VF : Gilduin Tissier) : Gustavo Silva (épisodes 5 et 6)
- Michael Scott (VF : Benjamin Gasquet) : Enzo (épisodes 5 et 6)
- Yvonne Angulo : Gabriela Machado (épisodes 5 et 6)
- Steven Culp (VF : Georges Caudron) : Clayton Burke (épisodes 7 à 9)
- Xander Berkeley (VF : Stefan Godin) : Ronnie « Dogstick » Brannigan (épisodes 8 à 11)
- Warren Christie (VF : Ludovic Baugin) : Ray Endicott (épisodes 10 et 11)
- Jayne Atkinson (VF : Josiane Pinson) : Amelia Sage (épisodes 12 et 13)

## Diffusions
- Aux États-Unis, la saison a été diffusée du 30 juin 2015 au 15 septembre 2015 sur le réseau CBS[2].
- Au Canada, elle a été diffusée en simultané sur le réseau CTV.
- En France, elle a été diffusée du 1er décembre 2015 au 22 décembre 2015 sur TF1.

## Liste des épisodes

### Épisode 1:Dans la gueule du lion
- États-Unis /  Canada : 30 juin 2015 sur CBS[2] / CTV[3]
- Belgique : 29 novembre 2015 sur RTL-TVI[4]
- France : 1er décembre 2015 sur TF1[5]
- Québec : 1er juin 2016 sur Séries+[6]

- États-Unis : 8,18 millions de téléspectateurs[7] (première diffusion)
- Canada : 1,26 million de téléspectateurs[8] (première diffusion + différé 7 jours)
- Belgique : 535 000 téléspectateurs[9] (première diffusion)
- France : 5,984 millions de téléspectateurs[10] (première diffusion)

- Ken Olin (Professeur Robert Oz)
- Reid Scott (Ethan Boyd)
- Brian Tee (Philip Weber)
- Tamara Tunie (Brenda Montgomery)
- Wayne Père (Lawrence Fremer)
- Isaac White (Daniel)

### Épisode 2:Lâchez les chiens
- États-Unis /  Canada : 7 juillet 2015 sur CBS / CTV
- Belgique : 29 novembre 2015 sur RTL-TVI
- France : 1er décembre 2015 sur TF1
- Québec : 8 juin 2016 sur Séries+

- États-Unis : 7,67 millions de téléspectateurs[11] (première diffusion)
- Canada : 1,592 million de téléspectateurs[12] (première diffusion + différé 7 jours)
- Belgique : 485 500 téléspectateurs[9] (première diffusion)
- France : 5,07 millions de téléspectateurs[10] (première diffusion)

- Ken Olin (Professeur Robert Oz)
- Henri Lubatti (Gaspard Alves)
- Bess Armstrong (Elizabeth)
- Lindsey Broad (Aspen)
- Isaac White (Daniel)
- James Moses Black (Capitaine Kavimba)
- Natalie Mejer (Nathalie)
- Morgan Roberts (Devin)
- Jannette Sepwa (Aide Elizabeth)
- Valerie Boucvalt (Tara Bradshaw)
- Billy Slaughter (en) (Nicholas Bradshaw)

### Épisode 3:Le Chef de meute
- États-Unis /  Canada : 14 juillet 2015 sur CBS / CTV
- Belgique : 29 novembre 2015 sur RTL-TVI
- France : 1er décembre 2015 sur TF1
- Québec : 15 juin 2016 sur Séries+

- États-Unis : 6,56 millions de téléspectateurs[13] (première diffusion)
- Canada : 1,363 million de téléspectateurs[14] (première diffusion + différé 7 jours)
- Belgique : 430 300 téléspectateurs[9] (première diffusion)
- France : 4,25 millions de téléspectateurs[10] (première diffusion)

- Ken Olin (Professeur Robert Oz)
- Carl Lumbly (Delavenne)
- Henri Lubatti (Gaspard Alves)
- Marcus Hester (Evan Lee Hartley)
- Tamlyn Tomita (Minako Oz)
- Isaac White (Daniel)
- Nicole Barré (Lucy)
- Tony Bentley (Gardien Burt Tyrell)
- Richard Holden (Sénateur Vaughn)
- Billy Slaughter (en) (Nicholas Bradshaw)

### Épisode 4:Un froid de loup
- États-Unis /  Canada : 21 juillet 2015 sur CBS / CTV
- Belgique : 6 décembre 2015 sur RTL-TVI
- France : 8 décembre 2015 sur TF1
- Québec : 22 juin 2016 sur Séries+

- États-Unis : 6,69 millions de téléspectateurs[15] (première diffusion)
- Canada : 1,419 million de téléspectateurs[16] (première diffusion + différé 7 jours)
- Belgique : 439 600 téléspectateurs[17] (première diffusion)
- France : 4,9 millions de téléspectateurs[18](première diffusion)

- Geoff Stults (Agent Ben Shaffer)
- Marcus Hester (Evan Lee Hartley)
- Nicole Barré (Lucy)
- Scott Allen Perry (Corley)
- Don Yesso (Adjoint Kraft)
- Shanna Forrestall (Margaret)
- Kerry Cahill (Wendy)
- Terence Rosemore (Officier Tripp)
- Julio Cesar Ruiz (Room Service)
- Alan Abeyta (Vendeur)
- Kim Baptiste (Examinateur médical)

### Épisode 5:Nuée sur Rio
- États-Unis /  Canada : 28 juillet 2015 sur CBS / CTV
- Belgique : 6 décembre 2015 sur RTL-TVI
- France : 8 décembre 2015 sur TF1
- Québec : 29 juin 2016 sur Séries+

- États-Unis : 7,09 millions de téléspectateurs[19] (première diffusion)
- Canada : 1,289 million de téléspectateurs[20] (première diffusion + différé 7 jours)
- Belgique : 406 100 téléspectateurs[17] (première diffusion)
- France : 4,2 millions de téléspectateurs[18](première diffusion)

- Geoff Stults (Agent Ben Shaffer)
- Jay Paulson (Leo Butler)
- Gonzalo Menendez (Gustavo Silva)
- Anastasia Griffith (Audra Lewis)
- Marcus Hester (Evan Lee Hartley)
- Yvonne Angulo (Gabriela Machado)
- Cory Hart (Justin Lewis)
- Madison Wolfe (Clementine Lewis)

### Épisode 6:Mauvais œil
- États-Unis /  Canada : 4 août 2015 sur CBS / CTV
- Belgique : 6 décembre 2015 sur RTL-TVI
- France : 8 décembre 2015 sur TF1
- Québec : 6 juillet 2016 sur Séries+

- États-Unis : 5,95 millions de téléspectateurs[21] (première diffusion)
- Canada : 1,364 million de téléspectateurs[22] (première diffusion + différé 7 jours)
- Belgique : 343 900 téléspectateurs[17] (première diffusion)
- France : 4,2 millions de téléspectateurs[18](première diffusion)

- Geoff Stults (Agent Ben Shaffer)
- Gonzalo Menendez (Gustavo Silva)
- Marcus Hester (Evan Lee Hartley)
- Yvonne Angulo (Gabriela Machado)
- Cory Hart (Justin Lewis)
- Madison Wolfe (Clementine Lewis)
- Jimmy Gonzales (Flavio)
- Cristina Franco (Floriane Martin)
- James DuMont (Dr. Humbolt Swinney)
- Jaren Mitchell (Counter Guy)
- Alex Livinalli (Membre de gang)
- Cris Matochi (Sergent de Police)
- Edgar Leza (Garde)
- Pierre Pichon (Gendarme)

### Épisode 7:Chasse à l'ours
- États-Unis /  Canada : 11 août 2015 sur CBS / CTV
- Belgique : 13 décembre 2015 sur RTL-TVI
- France : 15 décembre 2015 sur TF1
- Québec : 13 juillet 2016 sur Séries+

- États-Unis : 6,69 millions de téléspectateurs[23] (première diffusion)
- Canada : 1,137 million de téléspectateurs[24] (première diffusion + différé 7 jours)
- Belgique : 385 500 téléspectateurs[25] (première diffusion)
- France : 4,407 millions de téléspectateurs[26] (première diffusion)

- Carl Lumbly (Delavenne)
- Simon Kassianides (Jean-Michel Lion)
- Steven Culp (Clayton Burke)
- Ravi Naidu (Raja)
- Christian Lagadec (Antoine Belrose)
- Han Soto (Executive Assistant)
- Ben Matheny (Adjoint du maire)
- Cecile Monteyne (Femme du laboratoire)
- Louis Jouve (L'homme de la fondation animale)
- Lucy Faust (Laborantine)
- Anthony Sandoval (Vigile)
- Brandon Rivers (Abe jeune)
- Zailand Adams (Malik)
- Kaden Lewis (Kalim)

### Épisode 8:Les Rats quittent le navire
- États-Unis /  Canada : 18 août 2015 sur CBS / CTV
- Belgique : 13 décembre 2015 sur RTL-TVI
- France : 15 décembre 2015 sur TF1
- Québec : 20 juillet 2016 sur Séries+

- États-Unis : 5,85 millions de téléspectateurs[27] (première diffusion)
- Canada : 1,194 million de téléspectateurs[28] (première diffusion + différé 7 jours)
- Belgique : 357 000 téléspectateurs[25] (première diffusion)
- France : 3,79 millions de téléspectateurs[29](première diffusion)

- Carl Lumbly (Delavenne)
- Steven Culp (Clayton Burke)
- Scottie Thompson (Shériff Rebecca Bowman)
- Anastasia Griffith (Audra Lewis)
- Madison Wolfe (Clementine Lewis)
- Xander Berkeley (Ronnie « Dogstick » Brannigan)
- Adria Tennor (Ginny)
- Al Vincente (Tim le conducteur)
- Charlie Talbert (Jerome Pratt)
- Scott Thomson (Billy T)

### Épisode 9:Oiseaux de malheur
- États-Unis /  Canada : 25 août 2015 sur CBS / CTV
- Belgique : 13 décembre 2015 sur RTL-TVI
- France : 15 décembre 2015 sur TF1
- Québec : 27 juillet 2016 sur Séries+

- États-Unis : 6,18 millions de téléspectateurs[30] (première diffusion)
- Canada : 1,035 million de téléspectateurs[31] (première diffusion + différé 7 jours)
- Belgique : 305 000 téléspectateurs[25] (première diffusion)
- France : 3,53 millions de téléspectateurs[26] (première diffusion)

- Carl Lumbly (Delavenne)
- Steven Culp (Clayton Burke)
- Anastasia Griffith (Audra Lewis)
- Madison Wolfe (Clementine Lewis)
- Xander Berkeley (Ronnie « Dogstick » Brannigan)
- Judd Lormand (Agent Singer)
- Benoit Cranscac (Pascal Cransac)
- Deneen Tyler (Sasha)
- Ian Hoch (Wilson Dupree)
- Michael Francis Horn (Chef de la sécurité)
- Lisa Hampton (Vétérinaire)
- Kate Adair (Propriétaire des oiseaux)
- James W. Evermore (Barman)
- Chelsea Bruland (Mère terrifiée)
- Jeff Grays (Soldat)
- Rachel Wulf (Reporter)

### Épisode 10:Une visite au zoo
- États-Unis /  Canada : 1er septembre 2015 sur CBS / CTV
- Belgique : 20 décembre 2015 sur RTL-TVI
- France : 22 décembre 2015 sur TF1
- Québec : 3 août 2016 sur Séries+

- États-Unis : 6,02 millions de téléspectateurs[32] (première diffusion)
- Canada : 991 000 téléspectateurs[33] (première diffusion + différé 7 jours)
- Belgique : 341 500 téléspectateurs[34] (première diffusion)
- France : 4,35 millions de téléspectateurs[35] (première diffusion)

- Xander Berkeley (Ronnie « Dogstick » Brannigan)
- Warren Christie (Ray Endicott)
- Jade Harlow (Anissa Woods)
- Martin Bradford (Cody Gibson)
- Judd Lormand (Agent Singer)
- Tom Proctor (Ike)
- Aaron Williamson (Baggo)
- Hunter Burke (Greg, garde de sécurité)
- Harlon Miller (Garde de faction)

### Épisode 11:Les Nuits fauves
- États-Unis /  Canada : 8 septembre 2015 sur CBS / CTV
- Belgique : 20 décembre 2015 sur RTL-TVI
- France : 22 décembre 2015 sur TF1
- Québec : 10 août 2016 sur Séries+

- États-Unis : 5,73 millions de téléspectateurs[36] (première diffusion)
- Canada : 1,053 million de téléspectateurs[37] (première diffusion + différé 7 jours)
- Belgique : 333 100 téléspectateurs[35] (première diffusion)
- France : 3,79 millions de téléspectateurs[35] (première diffusion)

- Carl Lumbly (Delavenne)
- Xander Berkeley (Ronnie « Dogstick » Brannigan)
- Warren Christie (Ray Endicott)
- Henri Lubatti (Gaspard Alves)
- Benoit Cransac (Pascal Cransac)
- Natalie Mejer (Nathalie)
- Tunde Laleye (Isaac)
- Andrew Wiseman (Vieux fermier)
- John Neisler (Politicien)
- Ward Smith (Chercheur)
- Sope Aluko (Hôte)
- Jeff Brockton (Tomas)
- Al Mitchell (L'homme mort)
- Kennedy Rae Derosin (La fille qui chante #1)
- Birke Gaspard (La fille qui chante #2)

### Épisode 12:Tous crocs dehors
- États-Unis /  Canada : 8 septembre 2015 sur CBS / CTV
- Belgique : 20 décembre 2015 sur RTL-TVI
- France : 22 décembre 2015 sur TF1
- Québec : 17 août 2016 sur Séries+

- États-Unis : 5,73 millions de téléspectateurs[36] (première diffusion)
- Canada : 1,053 million de téléspectateurs[37] (première diffusion + différé 7 jours)
- Belgique : 330 800 téléspectateurs[34] (première diffusion)
- France : 3,53 millions de téléspectateurs[35] (première diffusion)

- Carl Lumbly (Delavenne)
- Derek Roberts (Dr Chenai Okoro)
- Jayne Atkinson (Amelia Sage)
- Rob Steinberg (Dr Brettschneider, Virologue)
- Evan Myles (Gamba)
- Horsley Marvellous Maeze (Nkechi)
- Gogo Lomo-David (Lotema, propriétaire)
- John Neisler (Bureaucrate)
- Ward Smith (Chercheur)
- Brantley Black (L'homme en tailleur)
- Christopher Matthew Cook (Sergent Lovell)

### Épisode 13:La Horde
- États-Unis /  Canada : 15 septembre 2015 sur CBS / CTV
- Belgique : 20 décembre 2015 sur RTL-TVI
- France : 22 décembre 2015 sur TF1
- Québec : 24 août 2016 sur Séries+

- États-Unis : 4,81 millions de téléspectateurs[38] (première diffusion)
- Canada : 1,048 million de téléspectateurs[39] (première diffusion + différé 7 jours)
- Belgique : 310 400 téléspectateurs[34] (première diffusion)
- France : 2,83 millions de téléspectateurs[35] (première diffusion)

- Jayne Atkinson (Amelia Sage)
- Benoit Cransac (Pascal Cransac)
- David Jensen (Victor Holman)
- Christopher Berry (Goldy)
- Gary Farmer (Anik)
- Carl Palmer (Capitaine)
- Teri Wyble (Amy)
- Thomas Francis Murphy (Dalton, tenancier de bar)
- Matthew Rimmer (Soldat)
- Marty Wayne Ray (Bog)
- Jon Michael Davis (Officier supérieur)
- Ariadne Joseph (Agent monitoring)
- Brett Baker (Politicien #1)
- Jaqueline Fleming (Cadre publicité)
- Robert Larriviere (Cadre publicité)
- Rajev Jacob (Employé de bureau)
- Carolos Javier Rivera (Le garçon mignon)
- Lyle Brocato (Chip)
- Jon Eyez (Conducteur)